# ニシンの戦い
ニシンの戦い（ニシンのたたかい、英語:Battle of the Herrings、フランス語:Journée des Harengs）は1429年2月12日に、フランス・オルレアン郊外のルヴレ＝サント＝クロワで起こった、イングランド王国軍とフランス王国・スコットランド王国軍の戦いである。百年戦争のオルレアン包囲戦中に、攻城側のイングランド軍の輜重隊をフランス・スコットランド軍が襲撃したが撃退された。運んでいた物資の中にニシンの樽があり、戦闘後に戦場にニシンが大量にばらまかれていたことからこう呼ばれた。

## 背景

### 百年戦争
1337年に英仏間で始まった百年戦争は間欠的に戦闘が続き、イングランド軍がクレシーの戦い（1346年）、ポワティエの戦い（1356年）、アジャンクールの戦い（1415年）でフランス軍を破るなど、戦況を優位に進めていた。14世紀末から激化したアルマニャック派とブルゴーニュ派の内戦も相俟ってフランス王国の内政は混乱を極め、北部のノルマンディーはイングランドに掌握されるなど情勢は悪化の一途をたどった。フランスの王太子（ドーファン）シャルル（後のシャルル7世）は南部で抵抗を続けたが、王太子側のアルマニャック派の支配地域の北限に位置するロワール川沿いの重要拠点オルレアンは、1428年10月からイングランド軍に包囲されていた（オルレアン包囲戦）。

### オルレアン包囲戦
イングランド軍はオルレアンを完全に包囲するほどの戦力が無かったため、周囲にいくつか砦を築いて都市を封鎖した。当初は封鎖が十分でなく、アルマニャック派の援軍や支援物資がしばしばオルレアンに入城したが、イングランド軍が巡回警備を強化すると兵や物資の流入が止まり、1429年初頭には城内で危機感が高まっていた。アルマニャック派はオルレアンから南西50キロのロワール川下流の町ブロワを拠点に、オルレアン解放のための軍事行動を展開した。
1429年2月、オルレアンを包囲中のイングランド軍に食糧や物資を補給する輜重部隊が、パリを出発した。300両の荷馬車には石弓の矢や大砲、砲弾などが積み込まれ、肉食が禁じられている四旬節の間の兵糧として大量のニシンの塩漬けの樽も積まれていた。護衛部隊の指揮官はジョン・ファストルフで、1,500の兵と1,000の非戦闘員を率いていた。この情報を得たブロワのフランス軍は襲撃を企て、クレルモン伯（後のブルボン公シャルル1世）率いる4,000の兵がオルレアン北方に向かった。

## 戦闘

### 布陣
輜重と護衛部隊は2月11日遅くに、オルレアンの20キロ北にあるルヴレという村に到着し、翌日オルレアンへ向かうために休息した。翌12日の朝、フランスの斥候が付近に出没し、間もなくしてフランス軍の大部隊が現れた。イングランド軍は兵力で劣っていたが、ファストルフはルヴレの南の街道上で迎撃することを決断し、輸送用の馬車を集めて円陣にして即席の防衛陣地を築いた。
さらに馬車の隙間にはニシンの樽を並べてバリケードとし、陣地の外側にはパイク（歩兵の槍）を地面に大量に突き刺して馬防柵代わりにした。槍を障害物として設置して騎馬突撃を防ぐ戦術はアジャンクールの戦いで採用され、非常に有効であることが証明されていた。円陣の南端と北端には出入り口が設けられ、攻撃が集中すると思われる南端にはイングランドやウェールズの長弓兵や石弓兵が400～500人配置された。これに対しフランス軍は街道を南から接近、先発部隊200名を率いていたジャン・ド・デュノワはラ・イル、ジャン・ポトン・ド・ザントライユらと共にイングランド軍を捕捉したが、後続のクレルモン伯から本隊到着まで攻撃を控えるよう命令を受けていたため待機、合流が遅れイングランド軍に陣地構築の時間を与えてしまった。

### 開戦
フランス軍の攻撃は、当時登場し始めたばかりの兵器だった大砲の射撃で始まった。新兵器ゆえにフランス兵も扱いに不慣れで、適切で効果的な使用方法とはいかなかったが、それでもイングランド軍の陣地や兵士に被害が出た上に、長弓の射程外からの砲撃だったためイングランド軍は反撃ができなかった。フランス軍指揮官のクレルモン伯は、砲撃の間は白兵戦は禁じていたが、襲撃部隊に参加していた400のスコットランド兵は徐々に苛立ちを募らせた。
スコットランド兵の司令官はエヴルー伯ジョン・ステュアートで、1423年のクラヴァンの戦いで片目を失ってイングランドの捕虜になり、身代金を払って解放された人物だった。エヴルー伯はクレルモン伯の指示を破り、麾下のスコットランド騎士と装甲兵士を下馬させるとイングランド軍の陣地に正面から強襲を仕掛けた。友軍のスコットランド兵に誤爆することを恐れたクレルモン伯は砲撃停止を命じた。
フランス軍の弾幕が緩んだのを見たファストルフは、弓兵隊に命じてスコットランド兵に射撃を集中させたため、スコットランド兵に多大な犠牲が出た。フランス軍の騎兵は矢と即席の馬防柵で友軍に容易に近づけず、フランス歩兵も支援の動きが鈍いのを見たファストルフは反撃を決断した。スコットランド兵とフランス兵が入り交じって混乱している所にイングランド兵が側面や後方に回り込んで総攻撃をかけたため、フランス軍は壊滅して退却した。

## 戦後
フランス・スコットランド連合軍は500～600人の戦死者を出し、エヴルー伯も戦死してスコットランド兵も全滅した。デュノワも足に矢を射られ負傷しながら戦場を脱出、ラ・イルとザントライユが退却を援護して敗残兵を救ったが、戦場に遅れて到着したクレルモン伯はすぐに離脱した。イングランド軍の損害は僅かで、その日のうちに行軍を再開してオルレアン包囲軍に合流した。
フランス軍の砲撃でバリケード用のニシンの樽の多くが破壊されたため、戦場はニシンまみれになっていた。この戦いが奇妙な呼び名で語り継がれることになる所以である。
包囲下にあったオルレアンでは敗戦の責任を指揮官のクレルモン伯に問う声が高まった。全市から卑怯者と罵られ軽蔑の眼差しを向けられたクレルモン伯は、2,000の手兵を率いてオルレアンを離脱した。ここに至って籠城軍や市民の士気は大いに下がり、城中では降伏さえ取りざたされるようになった。

## エピソード
この戦い自体は単なる小競り合いに過ぎず、そのまま歴史に埋もれてもおかしくはなかったが、数カ月後にオルレアンを救うことになるジャンヌ・ダルクの伝説と結びついて有名になった。フランス東部のドンレミ村の農夫の娘だったジャンヌは12歳の時、「イングランド軍を駆逐して王太子をランスでフランス王位に就かしめよ」という「神の声」を聞いた。16歳の時、ヴォクラール太守のボードリクール伯に、シノンの仮王宮を訪れる許可を願い出て嘲笑をもって追い返されたジャンヌだったが、翌年に再びボードリクール伯を訪れるとオルレアン近郊でフランス軍が敗北すると予言した。数日後にニシンの戦いの敗報がヴォクラールに届いたため驚いたボードリクール伯は、ジャンヌのシノン訪問を許可した。こうして、ジャンヌは歴史の表舞台に姿を現すことになった。